# Neoplanorbis smithi
Neoplanorbis smithi је пуж из реда Hygrophila и фамилије Planorbidae. 

## Угроженост
Ова врста је наведена као изумрла, што значи да нису познати живи примерци.

## Распрострањење
Пре изумирања, само САД.

## Станиште
Раније станиште врсте су била слатководна подручја.